# Ли Сяопэн (гимнаст)
Ли Сяопэ́н (кит. трад. 李小鵬, упр. 李小鹏, пиньинь Lǐ Xiǎopéng; 27 июля 1981, Чанша, Хунань) — китайский гимнаст, четырёхкратный чемпион летних Олимпийских игр 2000 и 2008 годов, многократный победитель в отдельных видах программы и командном первенстве мира по спортивной гимнастике. Четырёхкратный победитель кубка мира. В настоящее время завершил выступления за национальную сборную. Всего завоевал 16 титулов в мировой спортивной гимнастике, больше, чем кто-либо из гимнастов в Китае. 29 августа 2009 года Ли Сяопэн нёс факел на открытии Восточноазиатских игр в Гонконге.

## Биография

### Ранние годы
Ли начал заниматься гимнастикой в возрасте 6 лет в спортивной школе города Чанша в провинции Хунань. С 12 лет стал членом провинциальной команды по спортивной гимнастике. В составе команды выиграл несколько провинциальных первенств. В возрасте 15 лет гимнаст попал в национальную команду.

## Национальная сборная
В возрасте 16 лет Ли Сяопэн стал самым молодым в команде чемпионом мира по спортивной гимнастике, выиграв финальные соревнования 1997 года в Лозанне. На этом же турнире также завоевал серебро на брусьях, уступив лишь своему партнеру по команде Чжан Цзинцзиню, а также бронзу в опорном прыжке.
На мировом первенстве 1999 года в Тяньцзине Ли также представлял команду Китая, стал чемпионов в командных выступлениях. Кроме того, выиграл первую в своей карьере золотую медаль в опорном прыжке. Однако, в своем коронном соревновании - на брусьях не попал в число призёров. В итоге, Ли стал более усердно готовиться к Олимпиаде в Сиднее.
На Олимпиаде 2000 года Ли и его товарищи по команде выступили блестяще, завоевав золото в командном первенстве, впервые для китайских гимнастов на Олимпиаде. Ли Сяопэн выиграл золото на брусьях.
На мировом первенстве 2003 года в Анахайме Ли стал единственным, кто завоевал три золота - в финале мужского турнира, опорном прыжке и на брусьях. Это позволило ему стать «Лучшим гимнастом мира» в 2003 году.
Однако не всё было так удачно - из-за нескольких травм стопы, выступления Ли на Олимпиаде в Афинах 2004 года разочаровали. Китайская сборная финишировала 5-й в мужском финале, а Ли смог завоевать лишь бронзовую награду на брусьях - после того, как никому не проигрывал на этом снаряде на основных соревнованиях с 2000 года. В финальном турнире Ли был лишь четвёртым в опорном прыжке, однако после первой попытки упал и сорвал выступление.

## Личная жизнь
С 2003 года Ли встречался с китайско-американской моделью Ли «Эйнджел» Аньци, дочерью бывших гимнастов Ли Сяопина и Вэнь Цзя. Пара заключила брачный союз в Лос-Анджелесе 5 июня 2010 года и планировала провести торжественную церемонию в Пекине 11 июля 2010 - из-за проблем с визой для родителей Ли они не смогли принять участие в торжествах в США, повторная церемония в Китае была проведена в основном для них.